# أولاد ميمون (ولاية تلمسان)
أولاد ميمون مدينة و بلدية تابعة إقليميا إلى دائرة أولاد ميمون بولاية تلمسان الجزائرية.

## أعلام
- محمد الصغير نقاش